# Хмельницкое (Северо-Казахстанская область)
Хмельницкое (каз. Хмельницкое) — село в Тимирязевском районе Северо-Казахстанской области Казахстана. Административный центр Хмельницкого сельского округа. Находится на берегу озера Жаксыжарколь, примерно в 28 км к западу-северо-западу (WNW) от села Тимирязево, административного центра района, на высоте 199 метров над уровнем моря. Код КАТО — 596259100.
На западе села находится озеро Жаксыжарколь.

## Население
В 1999 году численность населения села составляла 868 человек (434 мужчины и 434 женщины). По данным переписи 2009 года, в селе проживало 576 человек (304 мужчины и 272 женщины).